# Ginnastica ai Giochi della XVII Olimpiade - Concorso a squadre maschile
La competizione del concorso a squadre maschile di Ginnastica artistica dei Giochi della XVII Olimpiade si è svolta alle Terme di Caracalla a Roma dal 5 al 7 settembre 1960.

## Programma
| Data             | Round          | Note                 |
| ---------------- | -------------- | -------------------- |
| 5 settembre 1960 | Qualificazioni | Esercizi obbligatori |
| 7 settembre 1960 | Qualificazioni | Esercizi liberi      |

Il concorso comprendeva esercizi liberi e obbligatori ai seguenti attrezzi:
- Corpo Libero
- Volteggio al cavallo
- Parallele
- Sbarra orizzontale
- Anelli
- Cavallo con maniglie

## Risultato finale
Sei atleti per squadra. I cinque migliori punteggi ottenuti degli atleti nelle singole prove contavano per la classifica finale.
| Pos.    | Nazione          | Atleta                                                                                             | Punteggi (Liberi/Obbligatori) | Punteggi (Liberi/Obbligatori) | Punteggi (Liberi/Obbligatori) | Punteggi (Liberi/Obbligatori) | Punteggi (Liberi/Obbligatori) | Punteggi (Liberi/Obbligatori) | Punti Totali |
| Pos.    | Nazione          | Atleta                                                                                             | C.Libero                      | Volteggio                     | Parallele                     | Sbarra                        | Anelli                        | Cavallo                       | Punti Totali |
| ------- | ---------------- | -------------------------------------------------------------------------------------------------- | ----------------------------- | ----------------------------- | ----------------------------- | ----------------------------- | ----------------------------- | ----------------------------- | ------------ |
| Oro     | Giappone         | Yukio Endō                                                                                         | 9,40 9,50                     | 9,55 9,50                     | 9,70 9,50                     | 9,70 9,75                     | 9,60 9,40                     | 9,45 9,40                     | 575,20       |
| Oro     | Giappone         | Takashi Ono                                                                                        | 9,35 9,65                     | 9,60 9,70                     | 9,80 9,60                     | 9,80                          | 9,75 9,70                     | 9,60 9,55                     | 575,20       |
| Oro     | Giappone         | Takashi Mitsukuri                                                                                  | 9,40 9,60                     | 9,40 9,55                     | 9,65 9,15                     | 9,55 9,65                     | 9,50                          | 9,60 9,55                     | 575,20       |
| Oro     | Giappone         | Shūji Tsurumi                                                                                      | 9,45 9,40                     | 9,45 9,55                     | 9,55 9,60                     | 9,50 9,75                     | 9,60                          | 9,50 9,60                     | 575,20       |
| Oro     | Giappone         | Nobuyuki Aihara                                                                                    | 9,50 9,80                     | 9,35 9,50                     | 9,60 9,65                     | 9,50                          | 9,65 9,75                     | 9,40 9,20                     | 575,20       |
| Oro     | Giappone         | Masao Takemoto                                                                                     | 9,30 9,50                     | 9,35 9,65                     | 9,70 9,55                     | 9,80 9,75                     | 9,60 9,65                     | 9,30                          | 575,20       |
| Oro     | Giappone         | TOTALE                                                                                             | 95,15                         | 95,30                         | 96,35                         | 97,05                         | 96,40                         | 94,95                         | 575,20       |
| Argento | Unione Sovietica | Boris Šachlin                                                                                      | 9,35 9,60                     | 9,50 9,70                     | 9,70                          | 9,80 9,75                     | 9,70 9,80                     | 9,60 9,75                     | 572,70       |
| Argento | Unione Sovietica | Jurij Titov                                                                                        | 9,50 9,75                     | 9,50                          | 9,65 9,55                     | 9,70 9,80                     | 9,70 9,75                     | 9,55 9,65                     | 572,70       |
| Argento | Unione Sovietica | Valery Kerdemelidi                                                                                 | 9,30 9,50                     | 9,25 9,35                     | 9,45 7,90                     | 9,55 9,65                     | 9,60                          | 9,40                          | 572,70       |
| Argento | Unione Sovietica | Vladimir Portnoy                                                                                   | 9,45 9,50                     | 9,60 9,65                     | 9,40 9,00                     | 9,50                          | 9,45 9,55                     | 9,30 9,40                     | 572,70       |
| Argento | Unione Sovietica | Nikolay Miligulo                                                                                   | 9,35 9,45                     | 9,30 9,50                     | 9,45 9,30                     | 9,40 9,45                     | 9,50                          | 9,50 9,35                     | 572,70       |
| Argento | Unione Sovietica | Al'bert Azarjan                                                                                    | 9,20 9,35                     | 9,30 9,40                     | 9,25 9,10                     | 9,75 9,70                     | 9,85 9,90                     | 9,45 9,10                     | 572,70       |
| Argento | Unione Sovietica | TOTALE                                                                                             | 94,75                         | 94,95                         | 94,30                         | 96,70                         | 96,95                         | 95,05                         | 572,70       |
| Bronzo  | Italia           | Franco Menichelli                                                                                  | 9,50 9,55                     | 9,35 9,50                     | 9,55 9,60                     | 9,40                          | 9,55 9,75                     | 9,35 9,30                     | 559,05       |
| Bronzo  | Italia           | Giovanni Carminucci                                                                                | 9,25                          | 9,20 9,65                     | 9,60 9,75                     | 9,35 9,30                     | 8,90 9,50                     | 9,25 9,30                     | 559,05       |
| Bronzo  | Italia           | Angelo Vicardi                                                                                     | 9,15 9,30                     | 9,30 9,35                     | 9,10 9,55                     | 9,30 9,00                     | 8,80 9,40                     | 9,20 9,45                     | 559,05       |
| Bronzo  | Italia           | Pasquale Carminucci                                                                                | 9,05 9,25                     | 8,90 9,35                     | 9,15 9,20                     | 9,05 9,30                     | 9,35 9,45                     | 9,10 9,25                     | 559,05       |
| Bronzo  | Italia           | Orlando Polmonari                                                                                  | 8,90 9,20                     | 8,75 9,25                     | 9,00 9,20                     | 9,25 9,30                     | 9,00 9,30                     | 9,30 9,50                     | 559,05       |
| Bronzo  | Italia           | Gianfranco Marzolla                                                                                | 8,60 9,45                     | 8,95 9,25                     | 8,20 9,25                     | 8,70 9,20                     | 9,15 9,55                     | 9,35 9,40                     | 559,05       |
| Bronzo  | Italia           | TOTALE                                                                                             | 92,65                         | 92,80                         | 93,75                         | 92,85                         | 93,60                         | 93,40                         | 559,05       |
| 4       | Cecoslovacchia   | Ferdinand Daniš                                                                                    | 9,40 9,30                     | 8,95 9,40                     | 9,35 9,45                     | 9,50 9,65                     | 9,30 9,50                     | 9,25 9,05                     | 557,15       |
| 4       | Cecoslovacchia   | Jaroslav Šťastný                                                                                   | 9,45 9,55                     | 9,05 9,40                     | 9,35 9,05                     | 9,30 9,60                     | 8,80 9,15                     | 9,30 9,50                     | 557,15       |
| 4       | Cecoslovacchia   | Jaroslav Bím                                                                                       | 8,95 9,20                     | 8,85 9,35                     | 9,45 9,35                     | 9,30 9,45                     | 9,30                          | 9,10 9,40                     | 557,15       |
| 4       | Cecoslovacchia   | Pavel Gajdoš                                                                                       | 9,15 9,20                     | 9,05 9,40                     | 9,25 9,00                     | 9,30 9,25                     | 8,90 9,40                     | 9,20 9,50                     | 557,15       |
| 4       | Cecoslovacchia   | Josef Trmal                                                                                        | 9,30 9,15                     | 9,00 9,40                     | 9,00 9,10                     | 9,15 8,90                     | 9,55 9,40                     | 9,00 9,30                     | 557,15       |
| 4       | Cecoslovacchia   | Ladislav Pazdera                                                                                   | 9,05 9,30                     | 8,35 9,20                     | 9,25 8,80                     | 9,00 9,30                     | 9,10 9,30                     | 8,80 9,40                     | 557,15       |
| 4       | Cecoslovacchia   | TOTALE                                                                                             | 92,90                         | 91,85                         | 92,60                         | 93,80                         | 93,05                         | 92,95                         | 557,15       |
| 5       | Stati Uniti      | Larry Banner                                                                                       | 9,10 9,20                     | 9,05 9,30                     | 9,10 9,00                     | 9,10 9,40                     | 9,50 9,30                     | 9,50                          | 555,20       |
| 5       | Stati Uniti      | Jack Beckner                                                                                       | 9,20 9,15                     | 8,90 9,20                     | 9,45 9,25                     | 9,25 9,50                     | 9,10 9,15                     | 9,40 9,30                     | 555,20       |
| 5       | Stati Uniti      | Don Tonry                                                                                          | 9,10 9,40                     | 9,20 9,25                     | 9,30 9,15                     | 9,05 9,50                     | 9,20 9,00                     | 9,25 9,35                     | 555,20       |
| 5       | Stati Uniti      | Abie Grossfeld                                                                                     | 8,85 9,45                     | 8,90 8,95                     | 9,25 9,20                     | 9,30 9,65                     | 9,35 9,40                     | 8,95 8,80                     | 555,20       |
| 5       | Stati Uniti      | Fred Orlofsky                                                                                      | 8,90 9,00                     | 9,20 9,35                     | 9,30 9,15                     | 9,15 8,30                     | 9,45 9,15                     | 9,10 9,40                     | 555,20       |
| 5       | Stati Uniti      | Gar O'Quinn Jr.                                                                                    | 9,15                          | 8,75 9,15                     | 9,15                          | 8,95 9,20                     | 9,40 8,20                     | 9,30 9,45                     | 555,20       |
| 5       | Stati Uniti      | TOTALE                                                                                             | 91,80                         | 91,50                         | 92,35                         | 93,10                         | 92,90                         | 93,55                         | 555,20       |
| 6       | Finlandia        | Otto Kestola                                                                                       | 9,35 9,40                     | 8,90 9,20                     | 9,55 9,45                     | 9,50 9,60                     | 9,40 9,50                     | 9,20 8,95                     | 554,45       |
| 6       | Finlandia        | Eugen Ekman                                                                                        | 8,95 9,15                     | 8,55 9,00                     | 9,25 9,40                     | 9,30 9,45                     | 8,90 9,25                     | 9,55 9,70                     | 554,45       |
| 6       | Finlandia        | Olavi Leimuvirta                                                                                   | 9,15 8,95                     | 8,90 9,25                     | 9,40 9,55                     | 9,15 9,40                     | 9,25 9,05                     | 9,15 9,05                     | 554,45       |
| 6       | Finlandia        | Kauko Heikkinen                                                                                    | 9,30 9,15                     | 8,70 8,95                     | 9,15 9,30                     | 9,20                          | 9,15 8,75                     | 9,40 9,60                     | 554,45       |
| 6       | Finlandia        | Raimo Heinonen                                                                                     | 9,05 8,90                     | 8,60 9,20                     | 9,25 9,50                     | 9,40 9,35                     | 9,05                          | 9,15 9,10                     | 554,45       |
| 6       | Finlandia        | Sakari Olkkonen                                                                                    | 8,80 9,10                     | 8,75 9,30                     | 8,90 9,50                     | 8,95 9,00                     | 9,20 9,45                     | 9,20 9,25                     | 554,45       |
| 6       | Finlandia        | TOTALE                                                                                             | 91,55                         | 89,80                         | 94,00                         | 93,55                         | 92,35                         | 93,20                         | 554,45       |
| 7       | Germania         | Günter Lyhs                                                                                        | 9,15 9,40                     | 9,00 9,40                     | 9,35 9,50                     | 9,15 9,40                     | 9,40 9,15                     | 8,90 9,00                     | 553,35       |
| 7       | Germania         | Siegfried Fülle                                                                                    | 9,40 9,50                     | 8,90 9,35                     | 9,00 9,05                     | 9,15 9,20                     | 9,40                          | 8,95 9,30                     | 553,35       |
| 7       | Germania         | Erwin Koppe                                                                                        | 8,95 9,35                     | 8,45 9,20                     | 9,20 9,35                     | 9,00 9,45                     | 9,45 9,50                     | 8,85 8,30                     | 553,35       |
| 7       | Germania         | Günter Nachtigall                                                                                  | 9,05 9,25                     | 8,95 9,35                     | 8,05 9,35                     | 9,10 8,65                     | 9,35 9,20                     | 9,10 9,25                     | 553,35       |
| 7       | Germania         | Karlheinz Friedrich                                                                                | 8,85 9,15                     | 9,10                          | 8,85 9,00                     | 9,15 9,45                     | 9,05 9,30                     | 7,80 9,20                     | 553,35       |
| 7       | Germania         | Philipp Fürst                                                                                      | 9,20 9,40                     | 8,95 9,25                     | 9,60 9,55                     | 9,35 4,50                     | 9,50 9,45                     | 8,40 9,50                     | 553,35       |
| 7       | Germania         | TOTALE                                                                                             | 92,65                         | 91,45                         | 92,80                         | 92,05                         | 93,95                         | 90,45                         | 553,35       |
| 8       | Svizzera         | Ernst Fivian                                                                                       | 9,40 9,55                     | 9,10 9,35                     | 9,45 9,60                     | 9,20 9,25                     | 8,65 9,35                     | 8,95 9,20                     | 551,35       |
| 8       | Svizzera         | Max Benker                                                                                         | 8,95 9,05                     | 9,00 9,35                     | 9,50                          | 9,10 9,30                     | 8,75 9,30                     | 8,85 9,35                     | 551,35       |
| 8       | Svizzera         | Fritz Feuz                                                                                         | 9,00 9,20                     | 8,70 9,45                     | 9,60 9,55                     | 9,20 8,35                     | 9,00 9,20                     | 9,25 9,35                     | 551,35       |
| 8       | Svizzera         | André Brüllmann                                                                                    | 8,90 9,05                     | 8,60 9,15                     | 9,45                          | 9,25 9,20                     | 9,20 8,80                     | 9,00 9,10                     | 551,35       |
| 8       | Svizzera         | Hans Schwarzentruber                                                                               | 9,00 9,25                     | 8,75 9,35                     | 9,25 9,35                     | 9,10 8,65                     | 9,10 9,35                     | 9,15 8,85                     | 551,35       |
| 8       | Svizzera         | Edy Thomi                                                                                          | 9,05 9,15                     | 8,50 9,15                     | 9,20 9,40                     | 9,90 8,55                     | 8,15 8,75                     | 9,25 9,30                     | 551,35       |
| 8       | Svizzera         | TOTALE                                                                                             | 91,60                         | 90,80                         | 94,75                         | 91,60                         | 90,70                         | 91,90                         | 551,35       |
| 9       | Jugoslavia       | Miroslav Cerar                                                                                     | 9,40 9,35                     | 9,35 9,40                     | 9,45 9,70                     | 9,65 9,85                     | 9,45 9,60                     | 9,60 9,45                     | 550,80       |
| 9       | Jugoslavia       | Alojz Petrovič                                                                                     | 8,95 9,15                     | 9,00 9,25                     | 9,20 9,15                     | 9,05 9,30                     | 9,20 9,35                     | 9,10 9,20                     | 550,80       |
| 9       | Jugoslavia       | Ivan Čaklec                                                                                        | 9,20 9,30                     | 8,80 9,30                     | 8,75                          | 9,30                          | 8,40 8,95                     | 9,25 9,40                     | 550,80       |
| 9       | Jugoslavia       | Milenko Lekić                                                                                      | 9,10                          | 8,65 9,25                     | 9,00 8,95                     | 9,20 8,90                     | 9,10 8,95                     | 9,00 8,85                     | 550,80       |
| 9       | Jugoslavia       | Marsel Markulin                                                                                    | 9,20                          | 8,70 9,15                     | 8,80 9,00                     | 9,10 8,85                     | 9,10                          | 8,35 8,90                     | 550,80       |
| 9       | Jugoslavia       | Dragan Gagić                                                                                       | 8,90 9,30                     | 7,95 9,25                     | 7,80 8,25                     | 9,15 7,50                     | 8,65 9,25                     | 9,35                          | 550,80       |
| 9       | Jugoslavia       | TOTALE                                                                                             | 92,15                         | 90,95                         | 90,75                         | 92,60                         | 91,75                         | 92,60                         | 550,80       |
| 10      | Polonia          | Andrzej Konopka                                                                                    | 9,20 9,30                     | 8,80 8,65                     | 9,10 9,25                     | 9,20 9,30                     | 9,25 9,20                     | 8,75 9,20                     | 546,60       |
| 10      | Polonia          | Alfred Kucharczyk                                                                                  | 9,30 9,40                     | 8,55 9,40                     | 8,95 9,30                     | 9,10 9,15                     | 9,10 8,50                     | 8,95 9,00                     | 546,60       |
| 10      | Polonia          | Ernest Hawełek                                                                                     | 9,00 9,05                     | 8,85 9,15                     | 8,80 9,00                     | 9,20 9,30                     | 9,20 9,05                     | 9,00 8,95                     | 546,60       |
| 10      | Polonia          | Jerzy Jokiel                                                                                       | 9,40 9,50                     | 8,95 9,05                     | 9,10 9,00                     | 9,15 8,50                     | 8,95 9,05                     | 9,00 8,80                     | 546,60       |
| 10      | Polonia          | Józef Rajnisz                                                                                      | 8,35 9,00                     | 8,75 8,95                     | 8,00 9,05                     | 8,85 9,20                     | 9,35                          | 9,20 9,30                     | 546,60       |
| 10      | Polonia          | Aleksander Rokosa                                                                                  | 9,00 9,20                     | 7,65 8,90                     | 9,20 9,35                     | 9,20 8,20                     | 9,45 9,15                     | 8,50 9,00                     | 546,60       |
| 10      | Polonia          | TOTALE                                                                                             | 92,35                         | 89,35                         | 91,10                         | 91,30                         | 92,15                         | 90,35                         | 546,60       |
| 11      | Bulgaria         | Velik Kapsazov Nikola Prodanov Stoyan Stoyanov Lyuben Khristov Todor Bachvarov Georgi Khristov     | 89,90                         | 91,05                         | 92,00                         | 92,45                         | 93,40                         | 87,80                         | 546,60       |
| 12      | Ungheria         | Lajos Varga Rajmund Csányi Rudolf Keszthelyi János Mester Géza Bejek Sándor Békési                 | 91,35                         | 90,65                         | 91,00                         | 91,10                         | 91,20                         | 90,15                         | 545,45       |
| 13      | Francia          | Bernard Fauqueux Mohamed Lazhari Robert Caymaris Jean Jaillard Michel Mathiot Daniel Touche        | 90,10                         | 87,55                         | 90,25                         | 91,90                         | 87,65                         | 89,45                         | 536,90       |
| 14      | Svezia           | Stig Lindewall Kurt Wigartz Bo Wirhed Leif Koorn William Thoresson Jean Cronstedt                  | 90,20                         | 90,05                         | 85,05                         | 87,25                         | 90,55                         | 89,85                         | 532,95       |
| 15      | Rep. Araba Unita | Ismail Abdallah Ahmed Goneim Ahmed Dakkeli Abdel Vares Sharraf Selim El-Sayed Ahmed Issam Allam    | 84,50                         | 88,05                         | 90,25                         | 87,60                         | 89,70                         | 78,55                         | 518,65       |
| 16      | Austria          | Johann Sauter Johann König Hermann Klien Willi Kafel Gerhard Huber Anton Hertl                     | 85,50                         | 87,35                         | 84,90                         | 87,85                         | 85,75                         | 85,90                         | 518,65       |
| 17      | Lussemburgo      | Joseph Stoffel Armand Huberty Michel Kiesgen Marcel Coppin Hubert Erang François Eisenbarth        | 85,25                         | 87,65                         | 86,15                         | 88,05                         | 86,95                         | 82,85                         | 516,90       |
| 18      | Spagna           | Jaime Belenguer Emilio Lecuona Ramón García Enrique Montserrat Luis Valbuena Hermenegildo Martínez | 84,65                         | 87,45                         | 86,20                         | 80,55                         | 90,40                         | 83,40                         | 512,65       |
| 19      | Gran Bretagna    | Nik Stuart Dick Gradley Jack Pancott John Mulhall Ken Buffin Peter Starling                        | 85,00                         | 86,90                         | 85,10                         | 84,60                         | 87,05                         | 82,15                         | 510,80       |
| 20      | Marocco          | Mohamed Sekkat Ahmed Fellat Miloud M'Sellek Abdesselem Regragui Darif Tanjaoui Kacem Klifa         | 73,95                         | 71,15                         | 53,50                         | 44,75                         | 50,00                         | 44,65                         | 338,00       |